# ART Grand Prix
ART Grand Prix is een Frans GP2 team dat opgericht werd in 2005 door Frédéric Vasseur en Nicolas Todt (de zoon van Jean Todt). Vasseur wilde zijn Formule 3 team uitbreiden in de GP2 met Nicolas Todt aan het roer.

## Geschiedenis
Het team wist Nico Rosberg en Alexandre Prémat te contracteren en dat werd een succes. Het team boekte overwinning na overwinning en won in 2005 het kampioenschap.
Voor het nieuwe seizoen (2006) contracteerde ART Lewis Hamilton. Ook hij wist veel te winnen, en pakte het kampioenschap.
In 2007 lukte het ART Grand Prix niet om de titel nogmaals te prolongeren, de beste ART coureur was Lucas di Grassi, hij werd tweede.
In 2008 contracteerde ART Luca Filippi en Romain Grosjean. Filippi ging naar Arden om de door slechte resultaten weg gestuurde Yelmer Buurman te vervangen. Hierna koos het team voor de ervaren Sakon Yamamoto.
Na in de voorgaande jaren een los samenwerkingsverband te hebben gehad met de Lotus Group gaat ART in 2012 als Lotus GP verder. Ook de "livery", de aankleding van de auto's in de GP2 en GP3 zal hetzelfde zijn als Lotus in de F1, met de zwarte auto's met gouden belettering. Frederic Vasseur en Nicolas Todt blijven het team gewoon leiden. Echter stapte in 2013 Lotus op als hoofdsponsor van ART, het team kreeg de oude naam weer en veranderde de livery weer naar wit met rode accenten.
In 2014 werd McLarens F1-reserverijder Stoffel Vandoorne in de kleuren van ART vice-kampioen in de GP2 Series met o.a. vier overwinningen. 
Zijn teamgenoot was de Japanner Takuya Izawa.
Ook in 2015 verdedigt Stoffel Vandoorne de kleuren van ART Grand Prix. Dit jaar met Nobuharu Matsushita als teamgenoot. Het ART Grand Prix team gaat na 4 weekends ruim aan de leiding. Niet in het minst door de vier overwinningen en drie 2e plaatsen van Stoffel.

## Trivia
- Het ART-team dat actief is in de Formule 3 Euroseries, heette tot 2008 ASM.